# برعمات
البرعمات (الاسم العلمي: Gemmatimonaceae) هي فصيلة من البكتيريا تتبع رتبة البرعميات من شعبة البكتيريا البرعمية.

## الأجناس
- جنس البرعمة
  - برعمة برتقالية
  - برعمة متغذية بالضوء
- جنس البريعمة (الاسم العلمي:Gemmatirosa)